# Institute for Health Metrics and Evaluation
Das Institute for Health Metrics and Evaluation (IHME) ist ein Forschungsinstitut im Bereich globale Gesundheitsstatistik und Wirkungsevaluation an der University of Washington in Seattle. Zu seinen Aufgaben gehört es, die Wirksamkeit von Gesundheitsinitiativen und nationalen Gesundheitssystemen zu beurteilen.
Das IHME wurde im Juni 2007 gegründet, nachdem die  Bill & Melinda Gates Foundation 105 Millionen US-Dollar gespendet hatte.
Das IHME sammelt gesundheitsbezogene Daten und entwickelt Analysewerkzeuge, um Trends bei Sterberate, Todesursache, Krankheiten und Risikofaktoren zu quantifizieren. Es fasst viele seiner Forschungsergebnisse in Datenvisualisierungen zusammen. Es evaluiert medizinische Maßnahmen wie Impfungen, Krebsvorsorgeuntersuchungen, Geburtshilfe und Malariakontrollmaßnahmen.
Das IHME hat den Global Health Data Exchange (GHDx) geschaffen, in dem Methoden und Ergebnisse katalogisiert und frei zugänglich sind.